# Tabulae Iguvinae

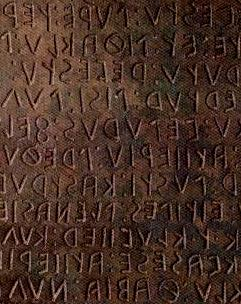
Fragment van een van de tabulae Iguvinae.

De Tabulae Iguvinae (ook wel tabulae Inguvinae of tabulae Eugubinae genoemd) of Iguvinische Tafelen is de naam gegeven aan zeven koperen platen met inscripties in het Umbrisch.

## Vondst
Deze werden in 1444 door een boer gevonden onder de puinhopen van de aan de Via Flaminia gelegen tempel van Jupiter Penninus in Iguvium (huidige Gubbio). Deze verkocht ze aan de stad Gubbio, waar ze op het stadhuis worden bewaard.

## Belang van de inscripties
Deze inscripties zijn voor onze kennis van de Italische dialecten van groot belang geweest, daar men er meer dan duizend Umbrische woorden uit heeft leren kennen.

## Tabulae IguvinaeVIa 26-28
| Umbrische tekst | Nederlandse vertaling |
| --- | --- |
| Dei Grabouie orer ose persei ocre fisie pir orto est toteme Iouine arsmor dersecor subator sent pusei neip heritu. Dei Grabouie persei tuer perscler uaseto est pesetomest peretomest frosetomest daetomest tuer perscler uirseto auirseto uas est. . . | Iuppiter Grabovius ("de Krachtige") indien op de Fisische berg ("ocre fisie") niet meer dan vuur opgestaan is of in het land van Iguvinum (Iouine) de te doene ritus vergeten zijn alsof ze ze deden. Iuppiter Grabovius ("de Krachtige") indien bij uw offer iets afwezig is gebrekkig is, een rituele overtreding is frauduleus is, foutief is indien bij uw offer, gezien of ongezien een fout is ... |